# Spatula hottentota

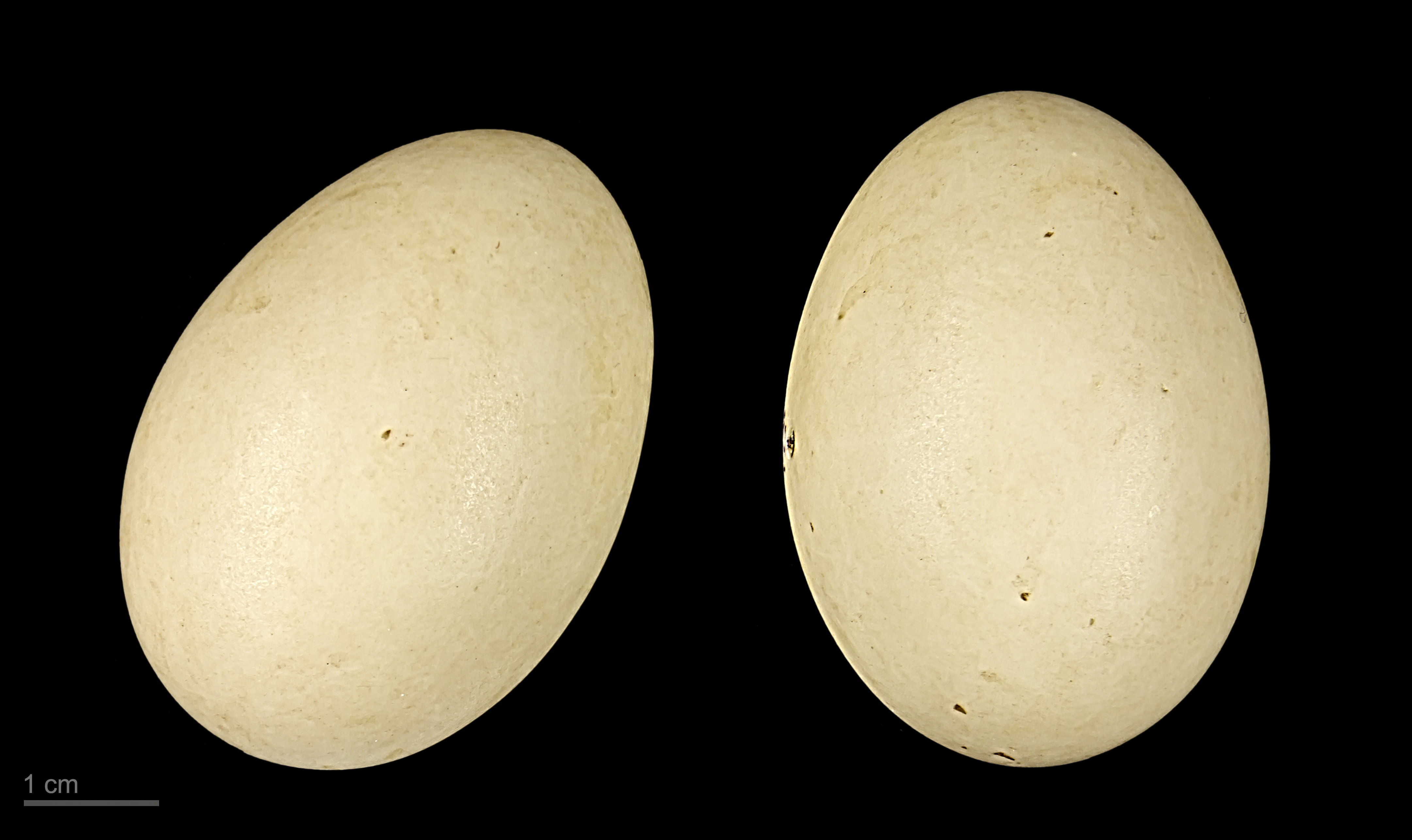
Spatula hottentota

Spatula hottentota là một loài chim trong họ Vịt.
Đây là loài di cư ở phía đông và nam châu Phi, từ Sudan và Ethiopia phía tây đến Nigeria và Nigeria và phía nam đến Nam Phi và Namibia. Ở phía tây châu Phi và Madagascar nó ít vận động.
Chúng sinh sản quanh năm, tùy thuộc vào lượng mưa và ở trong các nhóm nhỏ hoặc cặp. Họ xây tổ trên mặt nước trong gốc cây và sử dụng thảm thực vật. Vịt con rời khỏi tổ ngay sau khi nở và việc nuôi dạy của mẹ chỉ giới hạn trong việc bảo vệ khỏi những con non khỏi bị kẻ săn mồi bắt và dẫn vịt con đến các khu vực có mồi. Loài này ăn tạp và thích những vùng nước nông nhỏ hơn. 